# تپه سرنجه زازرم علیا
تپه سرنجه زازرم علیا مربوط به عصر برنز است و در شهرستان هرسین، بخش بیستون، روستای زازرم علیا واقع شده و این اثر در تاریخ ۴ خرداد ۱۳۸۴ با شمارهٔ ثبت ۱۱۷۸۵ به‌عنوان یکی از آثار ملی ایران به ثبت رسیده است.